# Inbar Lanirová
Inbar Lanirová (* 3. dubna 2000 Jokne'am) je izraelská judistka. Soutěží v polotěžké váze do 78 kg.
Původně se věnovala baletu a gymnastice, judistkou je od šesti let. Během služby v Izraelských obranných silách trénovala triatlon a od osmnácti let se připravuje ve Wingate Institute. V roce 2016 získala bronzovou medaili na mistrovství Evropy kadetů a v roce 2020 se stala mistryní Evropy ve věkové kategorii do 23 let. Při prvním startu na seniorském mistrovství světa v roce 2021 obsadila sedmé místo. 
Na Letních olympijských hrách 2020 získala s izraelským smíšeným družstvem bronzovou medaili. V individuální olympijské soutěži vypadla v osmifinále s brazilskou judistkou Mayrou Aguiarovou. Na mistrovství světa v judu 2022 obsadila třetí místo se smíšeným družstvem. V roce 2023 se stala mistryní světa, vyhrála Judo World Masters v Budapešti i turnaj Judo Grand Slamu v Ulánbátaru a získala bronz na evropském šampionátu. Na mistrovství Evropy v judu 2024 obsadila třetí místo po semifinálové porážce s Audrey Tcheuméovou z Francie. Na Letních olympijských hrách 2024 v Paříži postoupila do finále ženského turnaje do 78 kilogramů, kde prohrála s Italkou Alicí Bellandiovou. Nastoupila také v soutěži smíšených judistických týmů, kde Izraelci vypadli v osmifinále. 
Byla zařazena na seznam Forbes 30 Under 30. V Izraeli je populární také proto, že po útoku Hamásu v říjnu 2023 pomáhala jako dobrovolnice rodinám vojáků. Navzdory zákazu politických demonstrací na olympiádě nosila při zápasech žlutou pásku jako výraz solidarity s unesenými izraelskými občany.